# Melesio de Jesús Vázquez
Melesio de Jesús Vázquez (Ciudad de México, 4 de diciembre de 1828 - Villa de Guadalupe Hidalgo, Distrito Federal, 1 de abril de 1899) fue un sacerdote católico, escritor y académico mexicano.

## Semblanza biográfica
Fue cura interino de la Parroquia del Arcángel San Miguel de México. Fue llamado por el obispo Juan B. Ormaechea para prestar sus servicios en la diócesis de Tulancingo, lugar en donde ocupó altos puestos en la administración, así como en el Cabildo de la Catedral. Destacó no solamente como escritor, sino también como matemático. El 28 de mayo de 1877, fue elegido miembro correspondiente de la Academia Mexicana de la Lengua. En 1890, se trasladó a la Ciudad de México, fue nombrado cura de la Parroquia del Sagrario Metropolitano, ocupó el puesto hasta 1895.
En 1896, fue nombrado canónigo de la Catedral Metropolitana de la Ciudad de México y secretario del arzobispo de México Próspero María Alarcón y Sánchez de la Barquera. En septiembre de ese mismo año, se desató una polémica guadalupana provocada por una línea editorial publicada en el periódico El Universal, en la cual, se planteaba que si la Virgen de Guadalupe no era un dogma de fe, entonces los católicos deberían ser libres de aceptarlo o rechazarlo. La controversia se extendió a otros periódicos: El Tiempo y La Voz de México defendían la tradición de las apariciones, mientras que los articulistas de El Universal, La Patria, El Monitor Republicano, El Siglo Diez y Nueve y Diario del Hogar atacaban esta tradición.  Las contribuciones de Melesio de Jesús Vázquez fueron en defensa de la tradición y se publicaron en los periódicos La Voz de México y El Tiempo. Murió en la Villa de Guadalupe Hidalgo el 1 de abril de 1899.